# Ludwik Kurkiewicz
Ludwik Kurkiewicz (ur. 24 lipca 1906 w Łubnicy, zm. 17 lutego 1998 w Warszawie) – polski klarnecista i pedagog muzyczny.

## Życiorys
Syn Walentego. Miał 14 rodzeństwa. Początkowo uczył się u miejscowego organisty Jana Koniecznego. Dyplom uzyskał u Józefa Madei w Konserwatorium Poznańskim w 1933 roku. Był także uczniem Louisa Cahusaca i G. Hamelina w Paryżu. Pierwszy klarnecista Filharmonii Warszawskiej oraz członek Orkiestry Symfonicznej Polskiego Radia w Warszawie pod dyrekcją Grzegorza Fitelberga. Od 1937 roku pracował w Konserwatorium Warszawskim. Od 1966 profesor Państwowej Wyższej Szkoły Muzycznej w Warszawie. Wykształcił ponad 40 klarnecistów. Występował jako solista w kraju i za granicą. W 1955  wziął udział w prawykonaniu Preludiów tanecznych Witolda Lutosławskiego. Był ceniony m.in. za interpretację „Koncertu klarnetowego” B-dur Karola Kurpińskiego.
Pomysłodawca Ogólnopolskiego Konkursu Młodych Muzyków im. Karola Kurpińskiego we Włoszakowicach.
Zmarł w Warszawie, pochowany na cmentarzu Powązkowskim (kwatera 78-3-18,19).

## Ordery i odznaczenia
- Krzyż Kawalerski Orderu Odrodzenia Polski (11 lipca 1955)[6]
- Złoty Krzyż Zasługi (dwukrotnie: 7 marca 1948[7], 11 lipca 1951[8])
- Medal 10-lecia Polski Ludowej (19 stycznia 1955)[9]